# Otec Goriot
Otec Goriot (francouzsky Le Père Goriot) je realistický román, jedno z nejznámějších děl francouzského spisovatele Honoré de Balzaca. Autor se v něm pozastavuje zejména nad rozmanitými lidskými osudy.
Dílo představuje kritiku úpadku morálky, je to realistický obraz francouzské společnosti první poloviny 19. století, kde jsou peníze a majetek důležitější než láska a přátelství. Balzac si potrpěl na zevrubné popisy jednotlivých prostředí, ale také citů a pocitů postav, které autor často vystihuje metaforicky (nos jako zobák papouška).

## Děj
Děj se povětšinou odehrává v pařížském penzionátu vdovy Vauquerové, kde přebývá řada nájemníků, autor však nejvíce sleduje osudy dvou zdejších obyvatel - Evžena de Rastignaca, mladého studenta práv, a otce Goriota, bývalého významného obchodníka s nudlemi. Mimo nich v penzionátu přebývají i další osoby - slečna Vauquerová (hamižná stará vdova, která se stará pouze o výdělek), Vautrin (cynický uprchlý galejník, který dává Evženovi řadu rad do života), Poiret (starší málo inteligentní muž), slečna Michonneauová (stará panna, bez jejíhož přičinění by nebyl Vautrin dopaden, po jeho zradě je z penzionátu vykázána), medik Bianchon (obětavý student medicíny, nejlepší přítel Evžena), vdova Couturová a její schovanka Viktorína (Viktoríně zemřela matka a ujala se jí vdova, nejlepší přítelkyně její matky, obě jsou velmi zbožné, na konci díla se díky dědictví po synu Viktorínina otce stávají bohatými) a dva sloužící - Kryštof a Sylvie.V průběhu děje sledujeme dva životní příběhy.

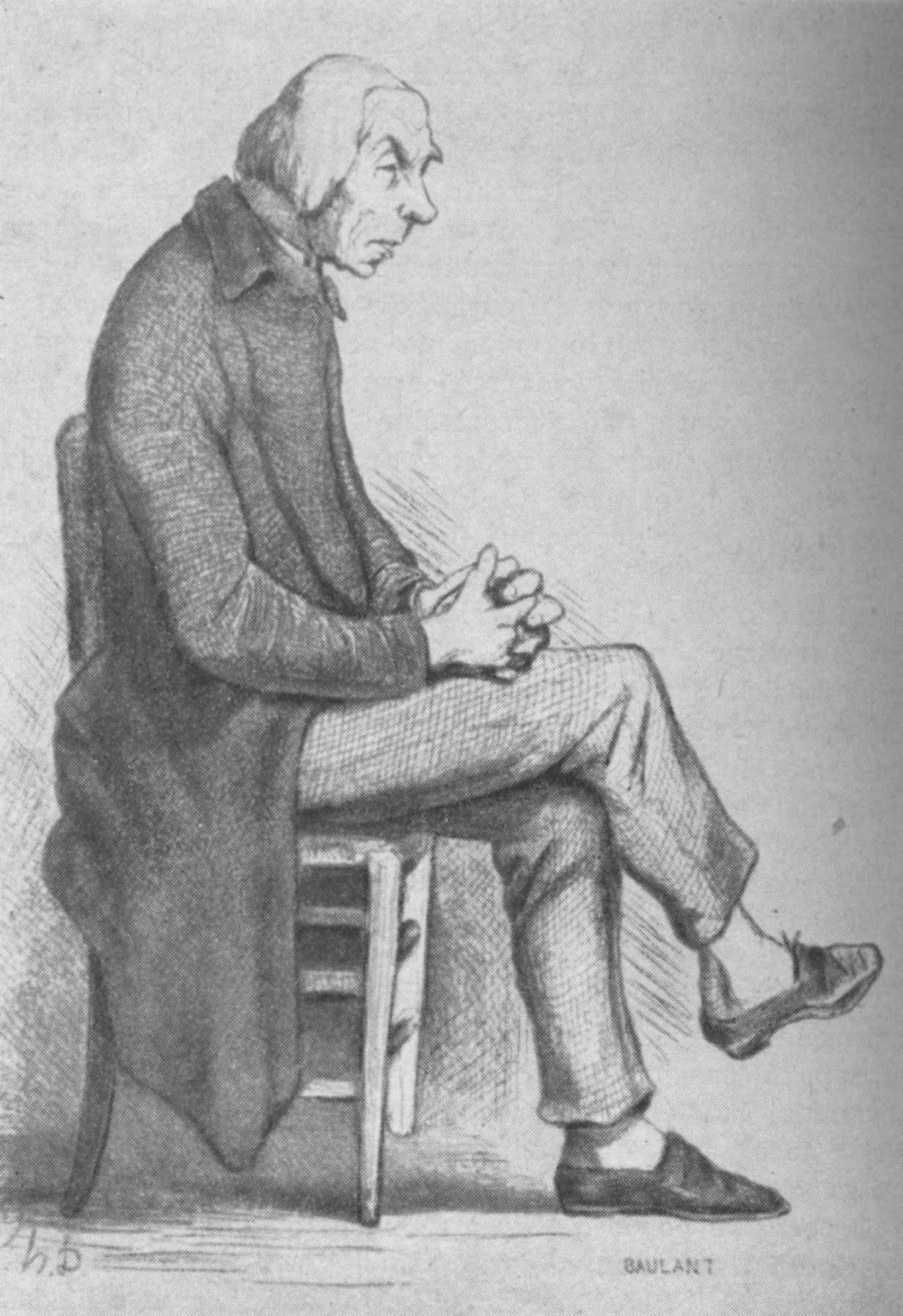
Jedna z podobizen Otce Goriota (1842)

Evžen de Rastignac plný ideálů přijíždí do Paříže studovat práva. Zprvu je sice pohoršen cynismem a zločinností ve společnosti, později se však svých ideálů vzdává a ctižádostivě míří za uznáním, bohatstvím a vlivným společenským postavením (například svou matku žádá o celoživotní úspory), k čemuž mu mnohokrát pomůže svými radami i Vautrin a jeho vzdálená příbuzná, komtesa de Beauséant. Dostává se mezi pařížskou smetánku - navštěvuje plesy, setkání šlechty a navazuje vlivné vztahy. Ze zištných důvodů se stává milencem hraběnky de Nucingen, jedné z Goriotových dcer. V závěru díla se stěhuje z penzionu a chová se jako mladý šlechtic.

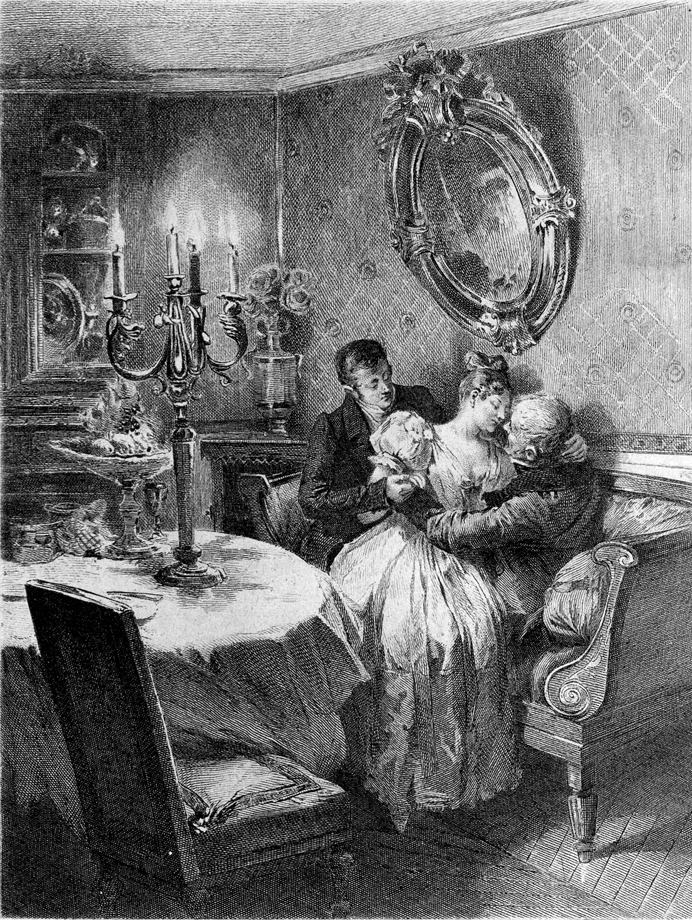
Titulní stránka (1834)

Otec Goriot představuje jeho opak, prožívá společenský pád a přestože byl prosperující podnikatel, umírá v naprosté bídě. Okolím je považován za hlupáka. Jeho jedinou životní vášní jsou jeho dvě dcery, kterým od mládí splnil každý rozmar (kupoval jim šperky, od mlada jezdily v kočáře). Anastázii (de Restaud) (starší dcera, zkoušela zachránit svého milence de Treilles tím, že prodá manželovy šperky, ten na to však přišel, v závěru díla přichází o své děti, ke svému otci přichází teprve když ztratí vědomí) a Delfínu (de Nucingen) (mladší dcera, celé dílo vystupuje, jako že má svého otce ráda, ale ukazuje se, že tomu tak není, s Rastignacem se bude stýkat dále). Goriot je obě provdal s obrovským věnem za vlivného hraběte de Restauda a neméně vlivného bankéře de Nucingena. Zeťové však nemají Goriota v oblibě, a tak jej brzy z obou rodin vyštvou. Starý pán se tak se svými dcerami musí stýkat pouze osamotě, ale nikdy jim neodmítne poskytnout další a další finanční podporu, a to ani v době, kdy se jeho dcery dostávají do velkých finančních potíží. A tak se musí vystěhovat ze svého pěkného bytu do malé, zatuchlé podkrovní světničky v penzionátu Vauquerové. Goriot se snaží pomoci jak může, prodává poslední zbytky svého majetku, stále více se utápí v citových problémech, ke štěstí mu stačí vidět jednu z jeho dcer nebo se jí dotknout. Toto citové přepětí však starý pán není schopen vydržet a stává se jeho obětí.
Na smrtelné posteli o něj pečují Rastignac a Bianchon, kteří o jeho život zoufale bojují do úplného konce. Goriot touží naposledy vidět své dcery, ale ani přes Rastignacovo naléhání je jejich manželé nechtějí pustit. Anastázie nakonec uteče, ale už přichází pozdě, Delfína po hádce se svým mužem omdlévá. V posledních minutách svého života prožívá muka, proklíná dcery, kterým dal vše a ony ho v jeho poslední hodině ani nenavštíví. Umírá sám. Ani na pohřeb nezískává Rastignac peníze od jeho zeťů, kteří spravují majetky svých manželek, a tak s Bianchonem zaplatí Goriotovi levný obřad. Na poslední cestu starého pána nevyprovodí ani jedna z jeho dcer.

#### Novější vydání
- BALZAC, Honoré de. Otec Goriot. Překlad Božena Zimová; ilustrace Pavel Roučka; Doslov Otakar Chaloupka; Obálka a grafická úprava Hana Blažejová. 9. vyd. Praha: Mladá fronta, 1984. 223 s. (Četba pro školy).
- BALZAC, Honoré de. Otec Goriot. 2. vyd. v Odeonu. Praha: Odeon, 1970. 238, [2] s. Klub čtenářů; Sv. 284.
- BALZAC, Honoré de. Otec Goriot. Překlad Božena Zimová. 7. vyd. Praha: SNKLHU, 1953. 253, [1] s. Knihovna klasiků. Spisy / Honoré de Balzac; Sv. 4.
- BALZAC, Honoré de. Evženie Grandetová; Otec Goriot. Překlad Josef Heyduk a Božena Zimová. Evženie Grandetová - vyd. v Odeonu 3., Otec Goriot - vyd. v Odeonu 4. Praha: Odeon, 1986. 381 s. Galérie klasiků.
- BALZAC, Honoré de. Evženie Grandetová; Otec Goriot. Překlad Josef Heyduk a Božena Zimová. Praha: Odeon, 1975. 401 s. Světová knihovna.